# Žemoji Freda

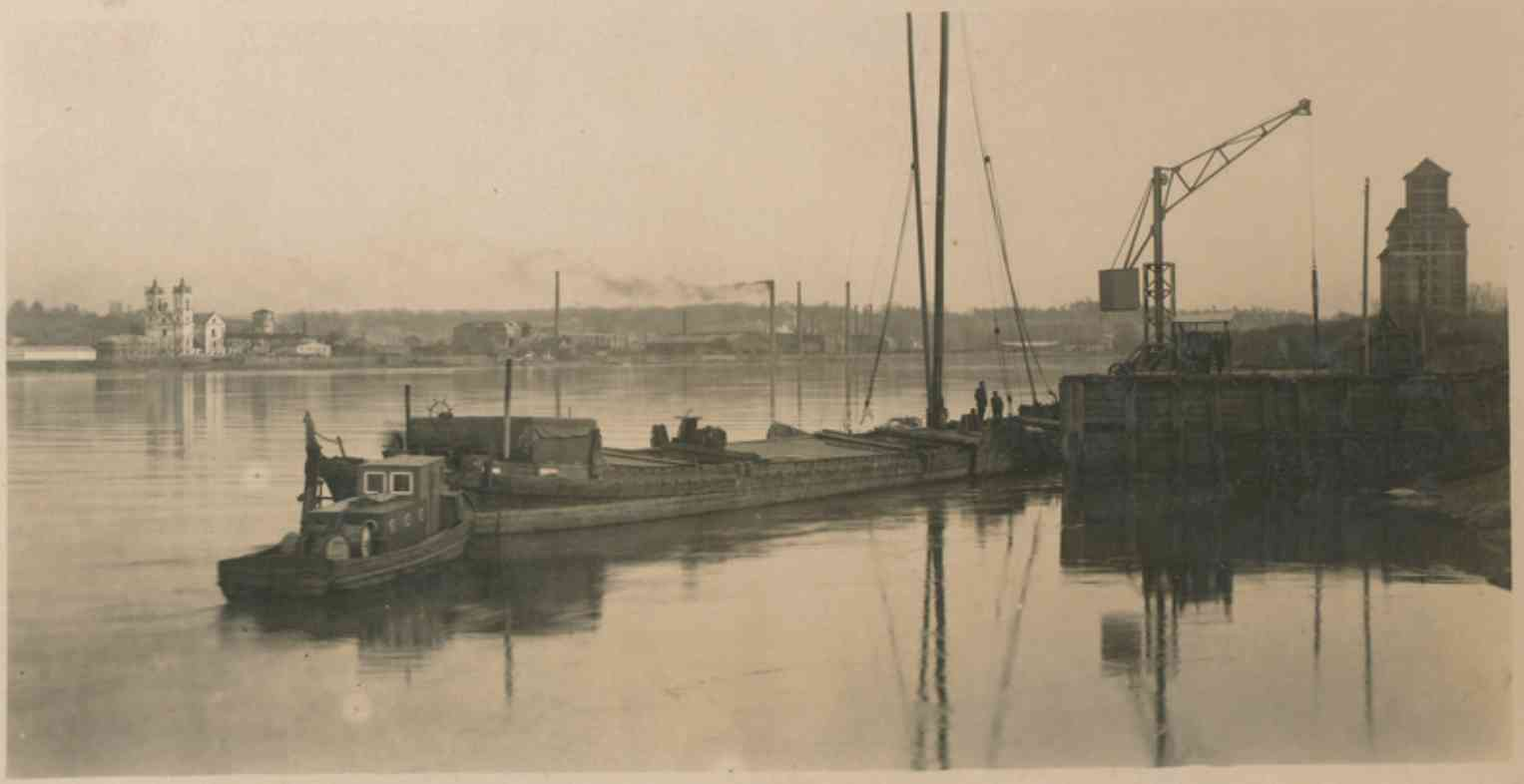
Hafen Freda (1930)

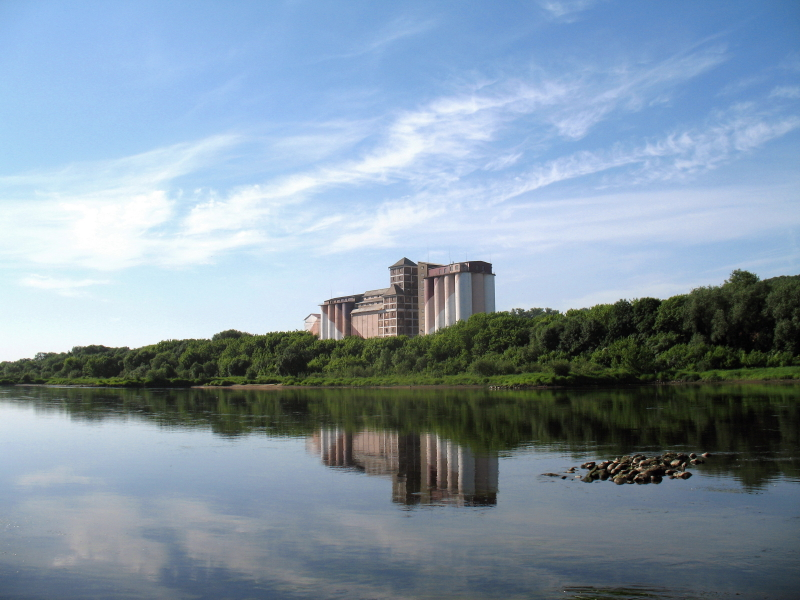
Kauno grūdai an der Memel

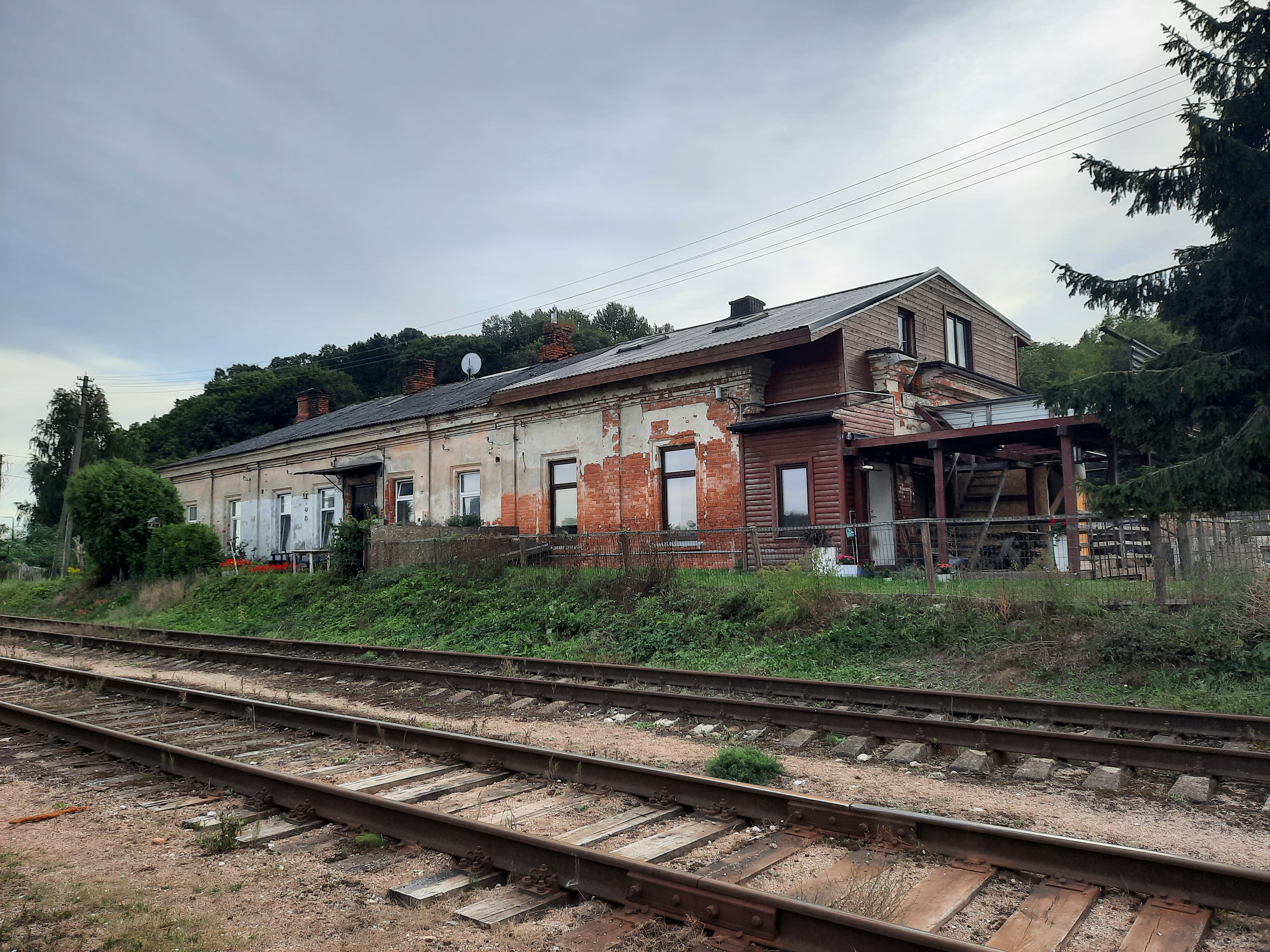
Bahnhof der Festung Kowno

Žemoji Freda (lit. 'Nieder-Freda') ist ein Stadtgebiet am linken Ufer des Nemunas-Flusses, nordöstlich von Aleksotas der zweitgrößten litauischen Stadt Kaunas. 

## Lage
Das Stadtgebiet ist durch die Čiurlionis-Brücke im Osten und die Aleksotas-Brücke im Westen sowie durch die Eisenbahnbrücke Kaunas mit dem Zentrum von Kaunas verbunden. Südlich und westlich von Žemoji Freda, auf der oberen Terrasse, liegt Aukštoji Freda. Visuell ist Žemoji Freda ein Teil vom Stadtzentrum Kaunas, aber aufgrund der fehlenden Anbindung an Naujamiestis über den Nemunas-Fluss und der historischen Industriezone wird es immer noch von Fabriken und Lagerhäusern dominiert.
Die Hauptstraße ist die H. und O. Minkovskiai-Straße, die in der Nähe der Eisenbahnbrücke in die Piliakalnio-Straße übergeht.

## Objekte
Es gibt ein Industriegebiet mit Unternehmen wie Kauno grūdai, Aleksotas-Mühle, Aleksoto gelžbetonis", Hafen Freda, AB "Freda" und andere Unternehmen, daneben auch viele Werkstätten, kleine Unternehmen, mehrere mehrstöckige Gebäude.  In Žemoji Freda liegt auch Jüdischer Friedhof Aleksotas.